# Me and You (Cold Hart e Lil Peep)
Me and You è un singolo dei rapper statunitensi Cold Hart e Lil Peep, pubblicato il 27 luglio 2020 dalla Epitaph Records. Il brano proviene dalle sessioni di registrazione del mixtape Crybaby di Peep.

## Musica e testi
Me and You presenta Lil Peep e Cold Hart nelle loro "forme classiche" con testi crudi e sinceri sopra un campionamento di Collide di Howie Day composto da Charlie Shuffler.

## Tracce
1. Me and You – 3:44 (testo: Jerick Quilisadio, Howard Day, Gustav Åhr – musica: Charlie Shuffler)

## Formazione

### Musicisti
- Cold Hart – voce, testi
- Lil Peep – voce, testi

#### Altri musicisti
- Howie Day – testi

### Produzione
- Charlie Shuffler – produzione
- Alex Tumay – missaggio